# Siemens VENTURIO
Siemens Venturio —  концепція високошвидкісних поїздів компанії Siemens Mobility. Діапазон швидкості поїзда передбачався від 160 до 250 км/год.
Відрізнявся високою адаптивністю під потреби залізничного оператора, який може вибрати:
- тип приводу - електричний або дизель-електричний.
- число вагонів - від 3 до 7 (можиливий варіант 8 або 9).
- напругу живлення 25 кВ змінного струму, 15 кВ змінного струму, 3 кВ постійного струму або двосистемний.

Поїзди VENTURIO так і залишилися в планах оскільки до сьогодні не виготовили жодного поїзда.